# Mensaje de Arecibo

Mensaje de Arecibo. Los colores fueron añadidos para destacar las diferentes partes. El mensaje original no posee información sobre colores.

El mensaje de Arecibo es un mensaje de radio enviado al espacio desde el radiotelescopio de Arecibo el 16 de noviembre de 1974 para conmemorar la remodelación del radiotelescopio. El mensaje tenía una longitud de 1679 bits y fue enviado en la dirección del cúmulo de estrellas (cúmulo globular) llamado M13 (objeto n.º 13 del Catálogo Messier de objetos celestes). Este objeto celeste, situado en la dirección de la constelación de Hércules, a una distancia de unos 25 000 años luz, está formado por unas 400 000 estrellas. El mensaje contiene información sobre la situación del sistema solar, de nuestro planeta y del ser humano. El mensaje fue diseñado por Frank Drake, Carl Sagan y otros.
El número 1679 fue elegido porque es el producto de dos números primos y por lo tanto sólo se puede descomponer en 23 filas y 73 columnas o 23 columnas y 73 filas, de forma que quien lo lea decida organizar los datos en forma de cuadrilátero. Hay ocho posibles configuraciones (las ocho simetrías de un mismo patrón) que muestran un dibujo no aleatorio. De esas ocho configuraciones sólo la información organizada de la segunda manera (23 columnas y 73 filas), con los unos y ceros ordenados de izquierda a derecha y de arriba abajo genera información coherente. Es información sobre la Tierra y la especie humana. En realidad, con los unos y ceros ordenados de derecha a izquierda y de arriba abajo se obtiene la misma información. Cualquiera de las dos configuraciones contiene información coherente.
Para descifrar el mensaje antes hay que identificar los unos que son separaciones de información y los ceros que son fondo del dibujo. Es decir: hay que separar los unos y ceros que forman parte de números (en binario) de los unos y ceros que no forman parte de números.
Leído de izquierda a derecha (la imagen incluida en este artículo está invertida con respecto al mensaje original), presenta los números del uno al diez, los números atómicos del hidrógeno, carbono, nitrógeno, oxígeno y fósforo (componentes del ADN del Homo sapiens sapiens, la especie que envía el mensaje); las fórmulas de los azúcares y bases en los nucleótidos del ADN; el número de nucleótidos en el ADN y su estructura helicoidal doble; la figura de un ser humano y su altura; la población de la Tierra; el sistema solar; y una imagen del radiotelescopio de Arecibo con su diámetro.
Debido a que al mensaje tardará unos 25 milenios en llegar a su destino (y una hipotética respuesta otros 25), el mensaje de Arecibo fue más una demostración de los logros tecnológicos humanos que un intento real de establecer conversación con extraterrestres.

## Explicación

### Números
La primera "línea" del mensaje contiene los números del 1 al 10 escritos en formato binario. En realidad es octal (base 8) codificado binario con los dígitos más significativos a la derecha.
La fila inferior (4.ª) de cuadrados representa el dígito menos significativo, e indica que el número correspondiente empieza en el cuadrado inmediatamente superior y termina tres filas más arriba y una columna a la derecha, siendo por tanto números de seis dígitos. Cada número se lee de arriba abajo y de derecha a izquierda, valiendo los cuadrados rellenos 1 y los vacíos 0. El primer número, por ejemplo, denota 1 en decimal, escrito 000001 en binario, y se interpreta así: 000 en la segunda columna (de arriba abajo), 001 en la primera (de arriba abajo). Los tres últimos números (dígitos decimales 8, 9 y 10) ocupan también la columna de la derecha. Así, el 10 decimal (que en binario es 001010) se interpreta así: 010 en la primera columna (de arriba abajo), 001 en la segunda columna (de arriba abajo); es decir, el 1 más significativo (a la izquierda) corresponde al cuadrado ubicado en la segunda columna, y los siguientes (vacío-cuadro-vacío) a la primera columna. El 9 decimal se interpreta así: 001 en la segunda columna, 001 en la primera columna. El 8 decimal se interpreta así: 001 en la segunda columna, 000 en la primera columna.

### Moléculas del ADN
Los números 1, 6, 7, 8 y 15 (en binario 0001, 0110, 0111, 1000, 1111), representan hidrógeno (H), carbono (C), nitrógeno (N), oxígeno (O) y fósforo (P), respectivamente. 
Estos son los componentes del ADN.
La fila inferior de cuadros indica el dígito menos significativo, para cada dígito decimal.

### Nucleótidos
- Desoxirribosa C5OH7, adenina C5H4N5, citosina C5H5N2O2, Desoxirribosa C5OH7 (tercera línea).
- Fosfato PO4, fosfato PO4 (cuarta línea).
- Desoxirribosa C5OH7, timina C5H5N3O, guanina C5H4N5O, desoxirribosa C5OH7 (quinta línea).
- Fosfato PO4, fosfato PO4 (sexta línea).

### Doble hélice
Hélice doble del ADN, la cual comparten todos los seres vivos de la Tierra (la barra vertical representa el número de nucleótidos). 
(Séptima línea).

### Humanidad
El elemento del centro representa al ser humano. El elemento de la izquierda su altitud promedio: 1764 mm. 
Esto corresponde al 14 (escrito de forma horizontal) multiplicado por la única medida de longitud que aparece en el mensaje, que no es ni más ni menos que su longitud de onda (126 mm). 
El elemento de la derecha representa el tamaño de la población humana para 1974 codificado en 32 bits: 4 292 853 750. 
(Octava línea).

### Planetas
El sistema solar: el Sol, Mercurio, Venus, Tierra, Marte, Júpiter, Saturno, Urano, Neptuno y también Plutón.
El planeta de donde vino el mensaje se destaca desalineado. El número de puntos se refiere al tamaño del planeta en cuestión.
(Novena línea).

### Telescopio
La última parte representa el radiotelescopio de Arecibo con su diámetro (2430 multiplicado con la longitud de onda da como resultado 306,18 m). 
(Décima línea).

### Supuesta respuesta
El 21 de agosto de 2001 en un campo de trigo contiguo al radiotelescopio de Chilbolton, en Hampshire (Reino Unido), apareció un círculo en los cultivos compuesto a manera de contestación al mensaje de Arecibo. Se lo conoce como mensaje de Chilbolton.
Según los ufólogos el mensaje habría sido escrito por extraterrestres. Según otros habría sido producido por artistas anónimos, muy posiblemente por el personal científico que trabaja en el radiotelescopio.